# Pittsburgh Open 1983
Pittsburgh Open 1983, також відомий під назвою Ginny of Pittsburgh,  — жіночий тенісний турнір, що проходив на закритих кортах з килимовим покриттям Racquet Club у Монровіллі (США). Належав до Ginny Tournament Circuit в рамках Світової чемпіонської серії Вірджинії Слімс 1983. Турнір відбувся вдруге і тривав з 7 березня до 14 березня 1983 року. Несіяна Джинні Перді здобула титул в одиночному розряді.

## Фінальна частина

### Одиночний розряд
Джинні Перді —  Клаудія Монтейру 6–2, 7–5
- Для Перді це був єдиний титул за сезон і 1-й — за кар'єру.

### Парний розряд
Кенді Рейнолдс /  Пола Сміт —  Івона Кучиньська /  Трей Льюїс 6–2, 6–2
- Для Рейнолдс це був 2-й титул за сезон і 10-й — за кар'єру. Для Сміт це був єдиний титул за сезон і 8-й — за кар'єру.

## Нотатки
1. ↑  Ginny Tournament Circuit 1983 складався з восьми турнірів з призовим фондом 50 тис. доларів кожен, що проходили від лютого до вересня, і завершального листопадового турніру Ginny Championships з призовим фондом 100 тис. доларів. Усі турніри відбулись у (США).[1]